# Elin Ek
Elin Ek (* 31. August 1973 in Avesta) ist eine ehemalige schwedische Skilangläuferin.

## Werdegang
Ek, die für den IFK Mora startete, gewann bei den Junioren-Skiweltmeisterschaften 1992 in Vuokatti die Bronzemedaille und bei den Junioren-Skiweltmeisterschaften 1993 in Harrachov die Silbermedaille mit der Staffel. Im März 1994 debütierte sie im Weltcup in Falun und belegte dabei den 47. Platz über 10 km Freistil. In der Saison 1994/95 holte sie in Östersund mit dem 30. Platz über 30 km Freistil ihren ersten Weltcup-Punkt. Bei den nordischen Skiweltmeisterschaften 1995 in Thunder Bay errang sie den 40. Platz über 30 km Freistil. In der folgenden Saison kam sie achtmal in die Punkteränge und errang zum Saisonende den 39. Platz im Gesamtweltcup. Dabei erreichte sie mit dem neunten Platz im Sprint in Reit im Winkl ihre erste Top-Zehn-Platzierung im Weltcup. Bei den nordischen Skiweltmeisterschaften 1997 in Trondheim belegte sie den 25. Platz über 30 km klassisch. Nach drei Ergebnissen außerhalb der Weltcup-Punkte zu Beginn der Saison 1997/98 kam sie dreimal in Folge in die Punkteränge und erreichte den 47. Platz im Gesamtweltcup. Bei ihrer ersten Olympiateilnahme 1998 in Nagano belegte sie den 43. Platz über 5 km klassisch und den 35. Rang über 15 km klassisch. Im folgenden Jahr siegte sie beim Tjejvasan. Nachdem sie in der Saison 1998/99 und 1999/2000 keine Weltcuppunkte erringen konnte, belegte sie bei ihrer einzigen Weltcupteilnahme in der Saison 2000/01 den 19. Platz über 5 km klassisch in Otepää. Ihre besten Platzierungen bei den Nordischen Skiweltmeisterschaften 2001 in Lahti waren der 14. Platz über 10 km klassisch und der fünfte Rang mit der Staffel. Zu Beginn der Saison 2001/02 wurde sie in Kuopio Dritte mit der Staffel. Im weiteren Saisonverlauf kam sie bei acht Einzelteilnahmen im Weltcup einmal in die Punkteränge. Ihre besten Resultate bei den Olympischen Winterspielen 2002 in Salt Lake City war der 19. Platz über 10 km klassisch und der 12. Rang mit der Staffel. In der folgenden Saison erreichte sie bei 15 Einzelteilnahmen im Weltcup 14-mal Platzierungen in den Punkterängen, darunter zwei Top-Zehn-Platzierungen. Ihre besten Ergebnisse bei den Nordischen Skiweltmeisterschaften 2003 im Val di Fiemme waren der zehnte Platz im 15-km-Massenstartrennen und der sechste Rang mit der Staffel. Die Saison beendete sie auf dem 29. Platz im Gesamtweltcup. In der Saison 2003/04 kam sie im Weltcupeinzel viermal unter die besten zehn. Dabei erreichte sie mit dem fünften Platz im 15-km-Massenstartrennen ihre beste Einzelplatzierung im Weltcup und belegte zum Saisonende den 21. Platz im Gesamtweltcup und den 18. Rang im Distanzweltcup. In der Saison 2004/05 und 2005/06 errang sie im Weltcupeinzel vorwiegend Platzierungen im Mittelfeld und belegte im Gesamtweltcup die Plätze 42 und 28. Im Dezember 2004 wurde sie in Asiago zusammen mit Anna Dahlberg Dritte im Teamsprint. Ihre besten Ergebnisse bei den Nordischen Skiweltmeisterschaften 2005 in Oberstdorf waren der 13. Platz im 30-km-Massenstartrennen und der achte Rang mit der Staffel. Bei den Olympischen Winterspielen 2006 in Turin errang sie den 31. Platz im Skiathlon, den 23. Platz über 10 km klassisch und den vierten Platz mit der Staffel. Ebenfalls im Jahr 2006 gewann sie den Tjejvasan. In der Saison 2006/07 startete sie im Marathon-Cup. Dabei kam sie beim Marcialonga und beim Engadin Skimarathon jeweils auf den zweiten Platz. Zudem siegte sie beim König-Ludwig-Lauf, beim Tartu Maraton und beim Wasalauf und gewann damit die Gesamtwertung des Marathon-Cups. Auch in ihrer letzten aktiven Saison 2007/08 nahm sie an Wettbewerben des Marathon-Cups teil. Sie belegte dabei jeweils den dritten Platz beim La Sgambeda, beim Dolomitenlauf und beim Birkebeinerrennet und den zweiten Platz beim Marcialonga und beim Engadin Skimarathon. Außerdem siegte sie wie im Vorjahr beim König-Ludwig-Lauf und errang zum Saisonende den dritten Platz in der Gesamtwertung.
Ek wurde achtmal schwedische Meisterin, davon sieben Einzeltitel. Sie siegte einmal über 10 km (2006), zweimal über 30 km (2003, 2004), dreimal in der Verfolgung bzw. Skiathlon (2003, 2004, 2007), einmal im Sprint (2002) und einmal mit der Staffel (2008) von IFK Mora.

## Erfolge

### Siege bei Worldloppet-Cup-Rennen
Anmerkung: Vor der Saison 2015/16 hieß der Worldloppet Cup noch Marathon Cup.
| Nr. | Datum            | Ort          | Rennen            | Disziplin                   |
| --- | ---------------- | ------------ | ----------------- | --------------------------- |
| 1.  | 4. Februar 2007  | Oberammergau | König-Ludwig-Lauf | 50 km klassisch Massenstart |
| 2.  | 18. Februar 2007 | Otepää       | Tartu Maraton     | 63 km klassisch Massenstart |
| 3.  | 4. März 2007     | Sälen        | Wasalauf          | 90 km klassisch Massenstart |
| 4.  | 3. Februar 2008  | Oberammergau | König-Ludwig-Lauf | 42 km klassisch Massenstart |

### Sonstige Siege bei Skimarathon-Rennen
- 1999, 2006 Tjejvasan 30 km klassisch

## Teilnahmen an Weltmeisterschaften und Olympischen Winterspielen

### Olympische Spiele
- 1998 Nagano: 35. Platz 15 km klassisch, 43. Platz 5 km klassisch
- 2002 Salt Lake City: 12. Platz Staffel, 19. Platz 10 km klassisch, 25. Platz 10 km Skiathlon, 25. Platz 30 km klassisch, 35. Platz Sprint Freistil, 38. Platz 15 km Freistil Massenstart
- 2006 Turin: 4. Platz Staffel, 23. Platz 10 km klassisch, 31. Platz 15 km Skiathlon

### Nordische Skiweltmeisterschaften
- 1995 Thunder Bay: 40. Platz 30 km Freistil
- 1997 Trondheim: 25. Platz 30 km klassisch
- 2001 Lahti: 5. Platz Staffel, 14. Platz 10 km klassisch, 16. Platz 15 km klassisch, 24. Platz 10 km Skiathlon
- 2003 Val di Fiemme: 6. Platz Staffel, 10. Platz 15 km klassisch Massenstart, 16. Platz 30 km Freistil, 17. Platz 10 km klassisch, 19. Platz 10 km Skiathlon
- 2005 Oberstdorf: 8. Platz Staffel, 13. Platz 30 km klassisch Massenstart, 24. Platz 15 km Skiathlon, 25. Platz Sprint klassisch

## Platzierungen im Weltcup

### Weltcup-Statistik
Die Tabelle zeigt die erreichten Platzierungen im Einzelnen.
- 1.–3. Platz: Anzahl der Podiumsplatzierungen
- Top 10: Anzahl der Platzierungen unter den ersten zehn
- Punkteränge: Anzahl der Platzierungen innerhalb der Punkteränge
- Starts: Anzahl gelaufener Rennen in der jeweiligen Disziplin
- Hinweis: Bei den Distanzrennen erfolgt die Einordnung gemäß FIS.

| Platzierung         | Distanzrennen a | Distanzrennen a | Distanzrennen a | Distanzrennen a | Distanzrennen a | Skiathlon Verfolgung | Sprint | Etappen- rennen b | Gesamt | Team c | Team c  |
| Platzierung         | ≤ 5 km          | ≤ 10 km         | ≤ 15 km         | ≤ 30 km         | > 30 km         | Skiathlon Verfolgung | Sprint | Etappen- rennen b | Gesamt | Sprint | Staffel |
| ------------------- | --------------- | --------------- | --------------- | --------------- | --------------- | -------------------- | ------ | ----------------- | ------ | ------ | ------- |
| 1. Platz            |                 |                 |                 |                 |                 |                      |        |                   |        |        |         |
| 2. Platz            |                 |                 |                 |                 |                 |                      |        |                   |        |        |         |
| 3. Platz            |                 |                 |                 |                 |                 |                      |        |                   |        | 1      | 1       |
| Top 10              | 1               | 1               | 1               |                 | 2               |                      | 3      |                   | 8      | 3      | 19      |
| Punkteränge         | 6               | 21              | 7               | 6               | 2               | 8                    | 14     |                   | 64     | 3      | 20      |
| Starts              | 18              | 42              | 13              | 8               | 2               | 12                   | 21     |                   | 116    | 3      | 20      |
| Stand: Karriereende |                 |                 |                 |                 |                 |                      |        |                   |        |        |         |

### Weltcup-Gesamtplatzierungen
| Saison    | Gesamt | Gesamt | Distanz | Distanz | Sprint | Sprint |
| Saison    | Punkte | Platz  | Punkte  | Platz   | Punkte | Platz  |
| --------- | ------ | ------ | ------- | ------- | ------ | ------ |
| 1994/95   | 1      | 78.    | –       | –       | –      | –      |
| 1995/96   | 32     | 39.    | –       | –       | –      | –      |
| 1996/97   | 11     | 64.    | –       | –       | 5      | 59.    |
| 1997/98   | 27     | 47.    | 6       | 40.     | 21     | 43.    |
| 1998/99   | –      | –      | –       | –       | –      | –      |
| 1999/2000 | –      | –      | –       | –       | –      | –      |
| 2000/01   | 12     | 83.    | –       | –       | –      | –      |
| 2001/02   | 7      | 86.    | –       | –       | 7      | 57.    |
| 2002/03   | 155    | 29.    | –       | –       | 50     | 37.    |
| 2003/04   | 248    | 21.    | 208     | 18.     | 40     | 35.    |
| 2004/05   | 103    | 42.    | 62      | 34.     | 41     | 33.    |
| 2005/06   | 208    | 28.    | 181     | 22.     | 27     | 43.    |